# Орхуська конвенція
О́рхуська конве́нція (повна назва Конве́нція про до́ступ до інформа́ції, у́часть грома́дськості в проце́сі прийняття́ рі́шень та до́ступ до правосу́ддя з пита́нь, що стосу́ються довкі́лля) — конвенція Європейської Економічної Комісії ООН про доступ до інформації, участь громадськості у процесі прийняття рішень та доступ до правосуддя з питань, що стосуються довкілля. Ця Конвенція отримала назву Оргуська за місцем її підписання (Оргус, Данія, 23-25 червня 1998 року). Вона набрала чинності 30 жовтня 2001 року. Україна підписала Оргуську конвенцію 25 червня 1998 року, а Верховна Рада України ратифікувала її 6 липня 1999 року (Закон України від 06.07.1999 № 832). На початок 2010 року вже 44 країни є Сторонами Конвенції, а саме: Албанія, Австрія, Азербайджан, Білорусь, Бельгія, Боснія і Герцеговина, Велика Британія, Болгарія, Вірменія, Греція, Грузія, Данія, Естонія, Європейський Союз, Італія, Іспанія, Казахстан, Кіпр, Киргизстан, Латвія, Литва, Люксембург, Македонія, Мальта, Молдова, Нідерланди, Німеччина, Норвегія, Польща, Португалія, Румунія, Сербія, Словаччина, Словенія, Чехія, Чорногорія, Таджикистан, Туркменістан, Угорщина, Україна, Фінляндія, Франція, Хорватія, Швеція. У 2022 році білоруська влада оголосила про вихід з конвенції.
Для вступу конвенції в силу необхідно підписання її 16 країнами. Цей процес тривав три роки. Конвенція була підписана 38 країнами в м Орхусі в Данії 25 червня 1998 р на 4 -й Конференції міністрів навколишнього середовища європейських країн в рамках Процесу «Довкілля для Європи». Конвенцію ратифіковано Законом України за № 832-XIV (832-14) від 06.07.1999 р.
Ключовими засадами було визначено "доступ до інформації, «державний орган», «екологічна інформація», «громадськість», порядок надання інформації.
Так, в п.3. «Екологічна інформація» означає будь-яку інформацію в письмовій, аудіовізуальній, електронній чи будь-якій іншій матеріальній формі про:
1. стан таких складових навколишнього середовища, як повітря і атмосфера, вода, ґрунт, земля, ландшафт і природні об'єкти, біологічне різноманіття та його компоненти, включаючи генетично змінені організми, та взаємодію між цими складовими;
2. фактори, такі як речовини, енергія, шум і випромінювання, а також діяльність або заходи, включаючи адміністративні заходи, угоди в галузі навколишнього середовища, політику, законодавство, плани і програми, що впливають або можуть впливати на складові навколишнього середовища, зазначені вище в підпункті 1), і аналізі затрат і результатів та інший економічний аналіз і припущення, використані в процесі прийняття рішень з питань, що стосуються навколишнього середовища;
3. стан здоров'я та безпеки людей, умови життя людей, стан об'єктів культури і споруд тією мірою, якою на них впливає або може вплинути стан складових навколишнього середовища або через ці складові, фактори, діяльність або заходи, зазначені вище в підпункті 2).

«Громадськість» означає одну або більше фізичних чи юридичних осіб, їхнє об'єднання, організації або групи, які діють згідно з національним законодавством або практикою.

## Мета
Метою є сприяння захисту права кожної людини нинішнього і прийдешніх поколінь жити в навколишньому середовищі, сприятливому для її здоров'я та добробуту, кожна зі Сторін гарантує права на доступ до інформації, на участь громадськості в процесі прийняття рішень і на доступ до правосуддя з питань, що стосуються навколишнього середовища, відповідно до положень цієї Конвенції.

## Комітет з дотримання вимог та успіхи України
Комітет з дотримання Орхуської конвенції був створений для виконання вимог статті 15 Конвенції про перегляд відповідності для встановлення механізмів перевірки відповідності Конвенції. Механізм є унікальним у міжнародному екологічному праві, оскільки він дозволяє представникам громадськості повідомляти про проблеми щодо дотримання Стороною безпосередньо комітету міжнародних юридичних експертів, уповноваженому розглядати суть справи.
Так, у 2003 році з боку України був створений перший Київський протокол про реєстри викидів та переносу забруднюючих речовин. Він був прийнятий на позачерговому засіданні Сторін 21 травня 2003 року в Києві, Україна. 36 держав та Європейське Співтовариство підписали Протокол. Станом на травень 2016 року 34 держави плюс Європейський Союз ратифікували Протокол.
Київський протокол є першим юридично обов'язковим міжнародним документом про реєстри викидів та переносу забруднюючих речовин. Реєстри — це запаси забруднення з промислових об'єктів та інших джерел, таких як сільське господарство та транспорт. Метою Протоколу є «поліпшення громадського доступу до інформації шляхом створення цілісних загальнодержавних реєстрів викидів та передачі забруднювачів (РВПЗ)». Протокол покладає непрямі зобов'язання на приватні підприємства щорічно звітувати перед національними урядами про їх викиди та перенесення забруднюючих речовин.

## Орхуський інформаційний центр в Україні
Орхуський інформаційний центр [Архівовано 26 листопада 2020 у Wayback Machine.] був заснований у 2003 р. при Мінприроди України в рамках українсько-данського проекту «Допомога Україні у впровадженні Орхуської конвенції», з 2004 р. — мав назву Орхуський інформаційно-тренінговий центр, з 2013 р. –інформаційно-просвітницький Орхуський центр.

## Відеоматеріали
- 26.06.2014 Київ, Орхуський центр. Семінар «Реалізація положень Оргуської конвенції». [Архівовано 5 квітня 2016 у Wayback Machine.]